# Marvin Gaye at the Copa
Marvin Gaye at the Copa posljednji je uživo album američkog soul glazbenika Marvina Gayea, koji izlazi u travnju 2005. godine, a objavljuje ga diskografska kuća 'Tamla (Motown)'.
Materijal na albumu snimljen je u legendarnom klubu u New Yorku, 'Copacabana'. Mnogi sastavi i izvođači objavljivali su uživo albume poput The Supremesa i Sama Cookea, međutim 'Motown' izdaje Gayev album nakon četiri desetljeća od kako je snimljen i na njemu pokazuje velik vokalni talent, a sadrži cover skladbe od njegovih glazbenih idola kao što je Nat "King" Cole.
Album je planiran da bude objavljen 1967.g., ali nikako nije izdan prije 2005. godine.

## Popis pjesama
1. "Introduction/I Concentrate on You" (Cole Porter)
2. "Just in Time" (Betty Comden, Adolph Green, Jule Styne)
3. "How Sweet It Is (To Be Loved By You)" (Holland-Dozier-Holland)
4. "Motown Medley 1" (Gaye, Lamont Dozier, Berry Gordy, Jr., George Gordy, Brian Holland, William "Mickey" Stevenson, Edward Holland, Jr.)
5. "Laia Ladaia (Reza)" (Norman Gimbel, Juan Luis Guerra)
6. "Georgia Rose"
7. "The Song Is You" (Jerome Kern, Oscar Hammerstein II)
8. "Ain't That Peculiar" (Stevenson, Ronald White, Marvin Tarplin)
9. "Every Once in a While" (Harold Rome)
10. "The Shadow of Your Smile" (Johnny Mandel, Paul Francis Webster)
11. "Night Song" (Charles Strouse)
12. "Pride and Joy" (Gaye, Stevenson, Norman Whitfield)
13. "This Could Be the Start of Something Big" (Steve Allen)
14. "Strangers in the Night" (Charles Singleton, Eddie Snyder)
15. "Introduction of Orchestra"
16. "Who Can I Turn To (When Nobody Needs Me)" (Leslie Bricusse, Anthony Newley)
17. "Motown Medley 2" (Smokey Robinson, Henry Cosby, Lamont Dozier, Brian Holland, Warren "Pete" Moore, Marvin Tarplin, Edward Holland, Jr.)

## Vanjske poveznice
- Discogs.com - Marvin Gaye - At The Copa